# Women's World Golf Rankings

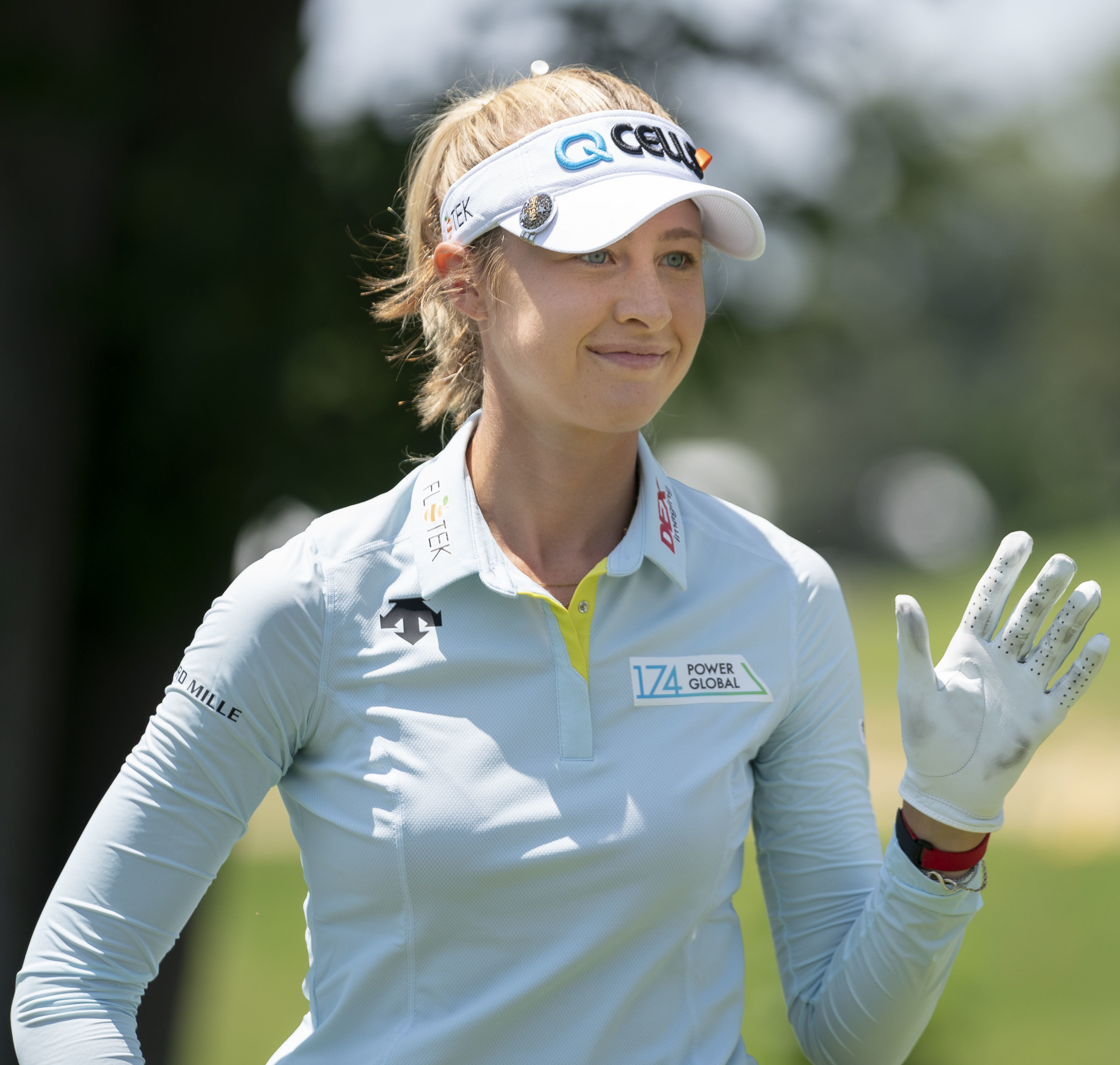
L'Américaine Nelly Korda occupe le rang de numéro une mondiale depuis le 25 3 2024

Le Women's World Golf Rankings (WWGR), connu également pour des raisons de sponsoring  Rolex Rankings, est une méthode utilisée par les circuits professionnels de golf féminin pour déterminer le classement mondial des golfeuses professionnelles et amateures, à l'instar de l'Official World Golf Ranking qui détermine le classement mondial des golfeurs depuis 1986. Introduit à partir de 2006, ce classement prend en compte tous les tournois disputés au sein des douze circuits professionnels avec une prépondérance pour les résultats obtenus lors des cinq tournois majeurs au cours des deux dernières années avec un système de pondération en fonction du temps écoulé permettant aux résultats récents d'être plus importants. La mise à jour du classement est publiée au début de chaque semaine.
Depuis 2006, dix-huit golfeuses ont été n°1 au WWGR, parmi lesquelles onze ont occupé cette place en fin d'année. L'actuelle numéro un mondiale est la Thaïlandaise Atthaya Thitikul.
Cet article recense les golfeuses numéros une mondiales au WWGR, ainsi que les différents records à ce sujet. 

## Méthode de calcul
En 2024, le classement prend en compte les résultats des golfeuses sur des tournois insérés sur douze circuits professionnels avec un système d'attribution des points en fonction de la difficulté du parcours à l'exception des cinq tournois majeurs inscrits au LPGA comme suit :
| Tournois ou circuits                    | Tournoi |
| --------------------------------------- | --- |
| Tournois majeurs                        | * Championnat Chevron * Open américain * Championnat de la LPGA * Championnat Amundi Evian * Open britannique                                                              |
| Circuit de valeur minimale de 50 points | * Japan Ladies PGA * Korean Ladies PGA * Ladies European Tour (LET) * Ladies Professional Golf Association (LPGA)                                                          |
| Circuit de valeur minimale de 25 points | * WPGA Tour of Australasia * China LPGA Tour * LET Access Series * Japan LPGA Step Up Tour * Korea LPGA Dream Tour * Epson Tour (LPGA) * Taiwan LPGA Tour * Thai LPGA Tour |

## Liste desno1mondiales
| ^ | Record                          |
| * | no 1 mondiale au 1er avril 2024 |

| Années | Rang                 | Joueuse              | Début             | Fin               | Semaines | Semaines totales |
| ------ | -------------------- | -------------------- | ----------------- | ----------------- | -------- | ---------------- |
| 2000   | 1                    | Annika Sörenstam     | 21 février 2006   | 22 avril 2007     | 60       | 60               |
| 2000   | 2                    | Lorena Ochoa         | 23 avril 2007     | 2 mai 2010        | 158      | 158              |
| 2010   |                      |                      |                   |                   |          |                  |
| 3      | Jiyai Shin           | 3 mai 2010           | 20 juin 2010      | 7                 | 7        |                  |
| 4      | Ai Miyazato          | 21 juin 2010         | 27 juin 2010      | 1                 | 1        |                  |
| 5      | Cristie Kerr         | 28 juin 2010         | 18 juillet 2010   | 3                 | 3        |                  |
|        | Ai Miyazato (2)      | 19 juillet 2010      | 25 juillet 2010   | 1                 | 2        |                  |
|        | Jiyai Shin (2)       | 26 juillet 2010      | 15 août 2010      | 3                 | 10       |                  |
|        | Cristie Kerr (2)     | 16 août 2010         | 22 août 2010      | 1                 | 4        |                  |
|        | Ai Miyazato (3)      | 23 août 2010         | 24 octobre 2010   | 9                 | 11       |                  |
|        | Cristie Kerr (3)     | 25 octobre 2010      | 31 octobre 2010   | 1                 | 5        |                  |
|        | Jiyai Shin (3)       | 1er novembre 2010    | 13 février 2011   | 15                | 25       |                  |
| 6      | Yani Tseng           | 14 février 2011      | 17 mars 2013      | 109               | 109      |                  |
| 7      | Stacy Lewis          | 18 mars 2013         | 14 avril 2013     | 4                 | 4        |                  |
| 8      | Inbee Park           | 15 avril 2013        | 1er juin 2014     | 59                | 59       |                  |
|        | Stacy Lewis (2)      | 2 juin 2014          | 26 octobre 2014   | 21                | 25       |                  |
|        | Inbee Park (2)       | 27 octobre 2014      | 1er février 2015  | 14                | 73       |                  |
| 9      | Lydia Ko             | 2 février 2015       | 14 juin 2015      | 19                | 19       |                  |
|        | Inbee Park (3)       | 15 juin 2015         | 25 octobre 2015   | 19                | 92       |                  |
|        | Lydia Ko (2)         | 26 octobre 2015      | 11 juin 2017      | 85                | 104      |                  |
| 10     | Ariya Jutanugarn     | 12 juin 2017         | 25 juin 2017      | 2                 | 2        |                  |
| 11     | Ryu So-yeon          | 26 juin 2017         | 5 novembre 2017   | 19                | 19       |                  |
| 12     | Park Sung-hyun       | 6 novembre 2017      | 12 novembre 2017  | 1                 | 1        |                  |
| 13     | Shanshan Feng        | 13 novembre 2017     | 22 avril 2018     | 23                | 23       |                  |
|        | Inbee Park (4)       | 23 avril 2018        | 29 juillet 2018   | 14                | 106      |                  |
|        | Ariya Jutanugarn (2) | 30 juillet 2018      | 19 août 2018      | 3                 | 5        |                  |
|        | Park Sung-hyun (2)   | 20 août 2018         | 28 octobre 2018   | 10                | 11       |                  |
|        | Ariya Jutanugarn (3) | 29 octobre 2018      | 3 mars 2019       | 18                | 23       |                  |
|        | Park Sung-hyun (3)   | 4 mars 2019          | 7 avril 2019      | 5                 | 16       |                  |
| 14     | Ko Jin-young         | 8 avril 2019         | 30 juin 2019      | 12                | 12       |                  |
|        | Park Sung-hyun (4)   | 1er juillet 2019     | 28 juillet 2019   | 4                 | 20       |                  |
|        | Ko Jin-young (2)     | 29 juillet 2019      | 27 juin 2021      | 92                | 104      |                  |
| 2020   | 15                   | Nelly Korda          | 28 juin 2021      | 24 octobre 2021   | 17       | 17               |
| 2020   |                      | Ko Jin-young (3)     | 25 octobre 2021   | 7 novembre 2021   | 2        | 106              |
| 2020   |                      | Nelly Korda (2)      | 8 novembre 2021   | 30 janvier 2022   | 12       | 29               |
| 2020   |                      | Ko Jin-young * (4)   | 31 janvier 2022   | 30 octobre 2022   | 39       | 154              |
| 2020   | 16                   | Atthaya Thitikul     | 31 octobre 2022   | 13 novembre 2022  | 2        | 2                |
| 2020   |                      | Nelly Korda (3)      | 14 novembre 2022  | 28 novembre 2022  | 2        | 31               |
| 2020   |                      | Lydia Ko (3)         | 28 novembre 2022  | 23 avril 2023     | 21       | 125              |
| 2020   |                      | Nelly Korda (4)      | 24 avril 2023     | 21 mai 2023       | 4        | 35               |
| 2020   |                      | Ko Jin-young * (5)   | 22 mai 2023       | 30 juillet 2023   | 7        | 163              |
| 2020   |                      | Nelly Korda (5)      | 31 juillet 2023   | 13 août 2023      | 2        | 37               |
| 2020   | 17                   | Lilia Vu             | 14 août 2023      | 10 septembre 2023 | 4        | 4                |
| 2020   | 18                   | Yin Ruoning          | 11 septembre 2023 | 24 septembre 2023 | 2        | 2                |
| 2020   |                      | Lilia Vu (2)         | 25 septembre 2023 | 29 octobre 2023   | 5        | 9                |
| 2020   |                      | Yin Ruoning (2)      | 30 octobre 2023   | 12 novembre 2023  | 2        | 4                |
| 2020   |                      | Lilia Vu (3)         | 13 novembre 2023  | 24 mars 2024      | 19       | 28               |
| 2020   |                      | Nelly Korda (6)      | 25 mars 2024      | 3 août 2025       | 71       | 108              |
| 2020   |                      | Atthaya Thitikul (2) | 4 août 2025       | en cours          | 2        | 2                |

### Semaines totales à la première place
| * | no 1 mondiale au 14 juillet 2025 |

| Rang | Joueuse          | Pays             | Semaines | Ordre | Majeurs |
| ---- | ---------------- | ---------------- | -------- | ----- | ------- |
| 1    | Ko Jin-young *   | Corée du Sud     | 163      | 14    | 2       |
| 2    | Lorena Ochoa     | Mexique          | 158      | 2     | 2       |
| 3    | Lydia Ko         | Nouvelle-Zélande | 125      | 9     | 2       |
| 4    | Yani Tseng       | Taïwan           | 109      | 6     | 5       |
| 5    | Nelly Korda      | États-Unis       | 108      | 15    | 2       |
| 6    | Inbee Park       | Corée du Sud     | 106      | 8     | 7       |
| 7    | Annika Sörenstam | Suède            | 60       | 1     | 10      |
| 8    | Lilia Vu         | États-Unis       | 28       | 17    | 2       |
| 8    | Jiyai Shin       | Corée du Sud     | 25       | 3     | 2       |
| 8    | Stacy Lewis      | États-Unis       | 25       | 7     | 2       |
| 10   | Shanshan Feng    | Chine            | 23       | 13    | 1       |
| 10   | Ariya Jutanugarn | Thaïlande        | 23       | 10    | 2       |
| 13   | Park Sung-hyun   | Corée du Sud     | 20       | 12    | 2       |
| 14   | Ryu So-yeon      | Corée du Sud     | 19       | 11    | 2       |
| 15   | Ai Miyazato      | Japon            | 11       | 4     | 0       |
| 16   | Cristie Kerr     | États-Unis       | 5        | 5     | 2       |
| 17   | Yin Ruoning      | Chine            | 4        | 18    | 1       |
| 18   | Atthaya Thitikul | Thaïlande        | 2        | 16    | 0       |

### no1mondiale en fin d’année
| Année | Golfeuse         |
| ----- | ---------------- |
| 2006  | Annika Sörenstam |
| 2007  | Lorena Ochoa     |
| 2008  | Lorena Ochoa (2) |
| 2009  | Lorena Ochoa (3) |
| 2010  | Jiyai Shin       |
| 2011  | Yani Tseng       |
| 2012  | Yani Tseng (2)   |
| 2013  | Inbee Park       |
| 2014  | Inbee Park (2)   |
| 2015  | Lydia Ko         |
| 2016  | Lydia Ko (2)     |
| 2017  | Shanshan Feng    |
| 2018  | Ariya Jutanugarn |
| 2019  | Ko Jin-young     |
| 2020  | Ko Jin-young (2) |
| 2021  | Nelly Korda      |
| 2022  | Lydia Ko         |
| 2023  | Lilia Vu         |
| 2024  | Nelly Korda (2)  |

### no1mondiales par pays
| * | Pays dont la joueuse est no 1 mondiale au 26 avril 2025 |

| Rang | Pays             | Nombre de joueuses | Nombre de semaines | Joueuses                                                          |
| ---- | ---------------- | ------------------ | ------------------ | ----------------------------------------------------------------- |
| 1    | Corée du Sud*    | 5                  | 333                | Jiyai Shin, Inbee Park, Ryu So-yeon, Park Sung-hyun, Ko Jin-young |
| 2    | États-Unis       | 4                  | 164                | Cristie Kerr, Stacy Lewis, Nelly Korda, Lilia Vu                  |
| 2    | Mexique          | 1                  | 158                | Lorena Ochoa                                                      |
| 4    | Nouvelle-Zélande | 1                  | 125                | Lydia Ko                                                          |
| 5    | Taïwan           | 1                  | 109                | Yani Tseng                                                        |
| 6    | Suède            | 1                  | 60                 | Annika Sörenstam                                                  |
| 7    | Chine            | 2                  | 27                 | Shanshan Feng, Yin Ruoning                                        |
| 8    | Thaïlande        | 2                  | 25                 | Ariya Jutanugarn, Atthaya Thitikul                                |
| 9    | Japon            | 1                  | 11                 | Ai Miyazato                                                       |

### Joueuses ayant atteint la première place sans gagner demajeurs
| Joueuse          | Première accession à la première place | Premier titre en majeur, le cas échéant |
| ---------------- | -------------------------------------- | --------------------------------------- |
| Lorena Ochoa     | 23 avril 2007                          | Open britannique dames 2007             |
| Ai Miyazato      | 21 juin 2010                           | Aucun                                   |
| Lydia Ko         | 2 février 2015                         | The Evian Championship 2015             |
| Atthaya Thitikul | 31 octobre 2022                        | Aucun                                   |

### Galerie

Différentes « numéro une » mondiales
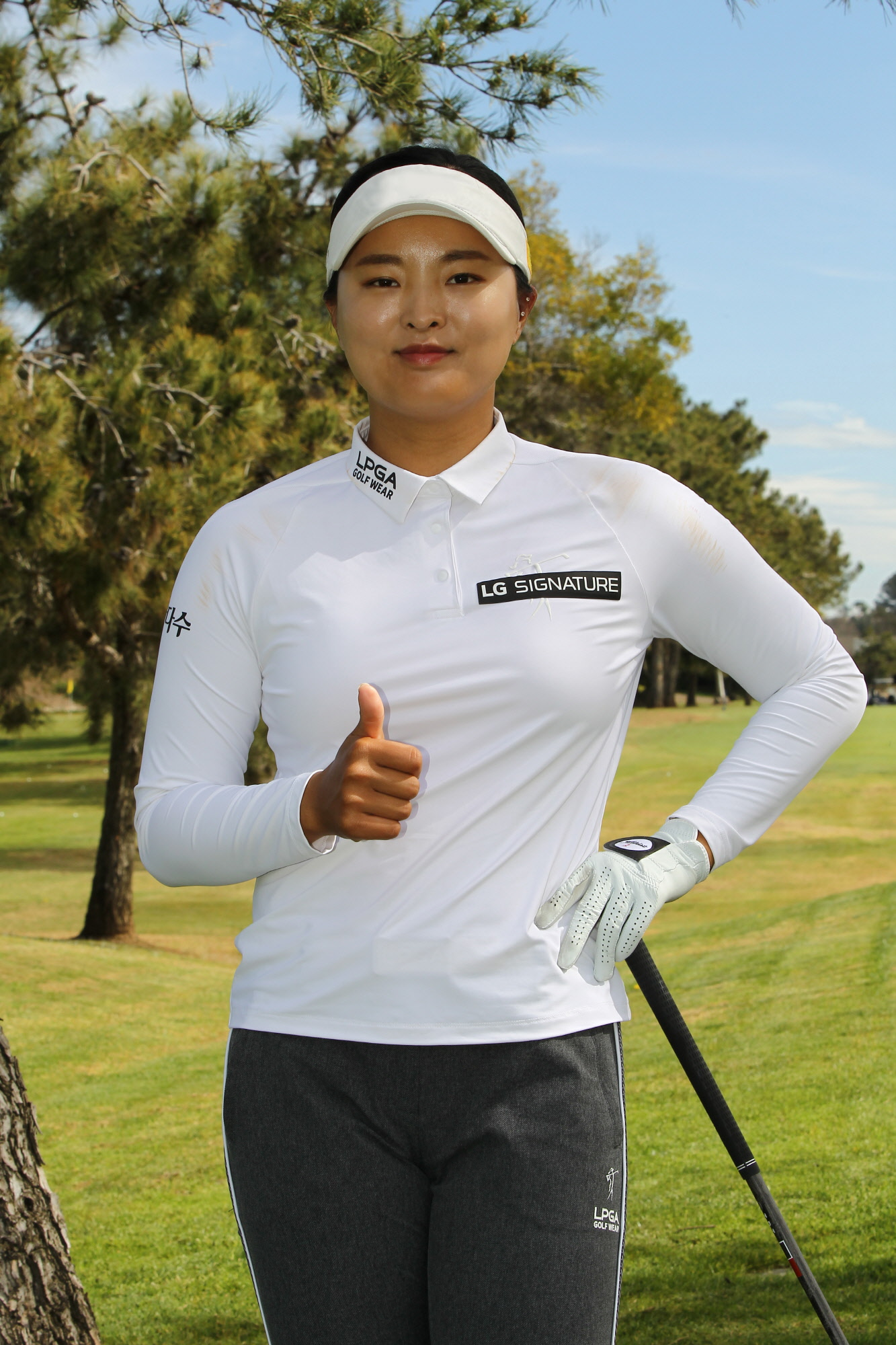
Ko Jin-young
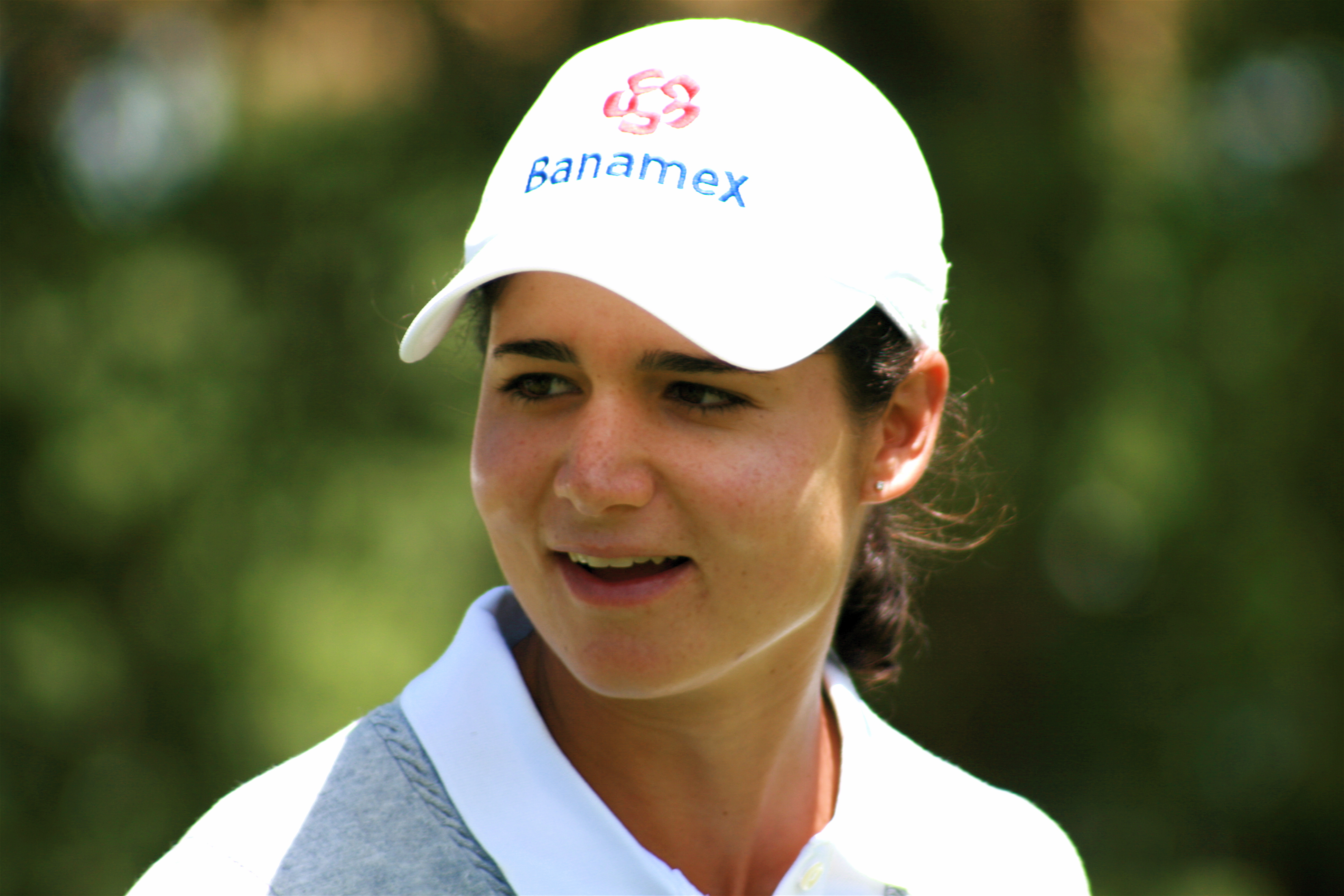
Lorena Ochoa
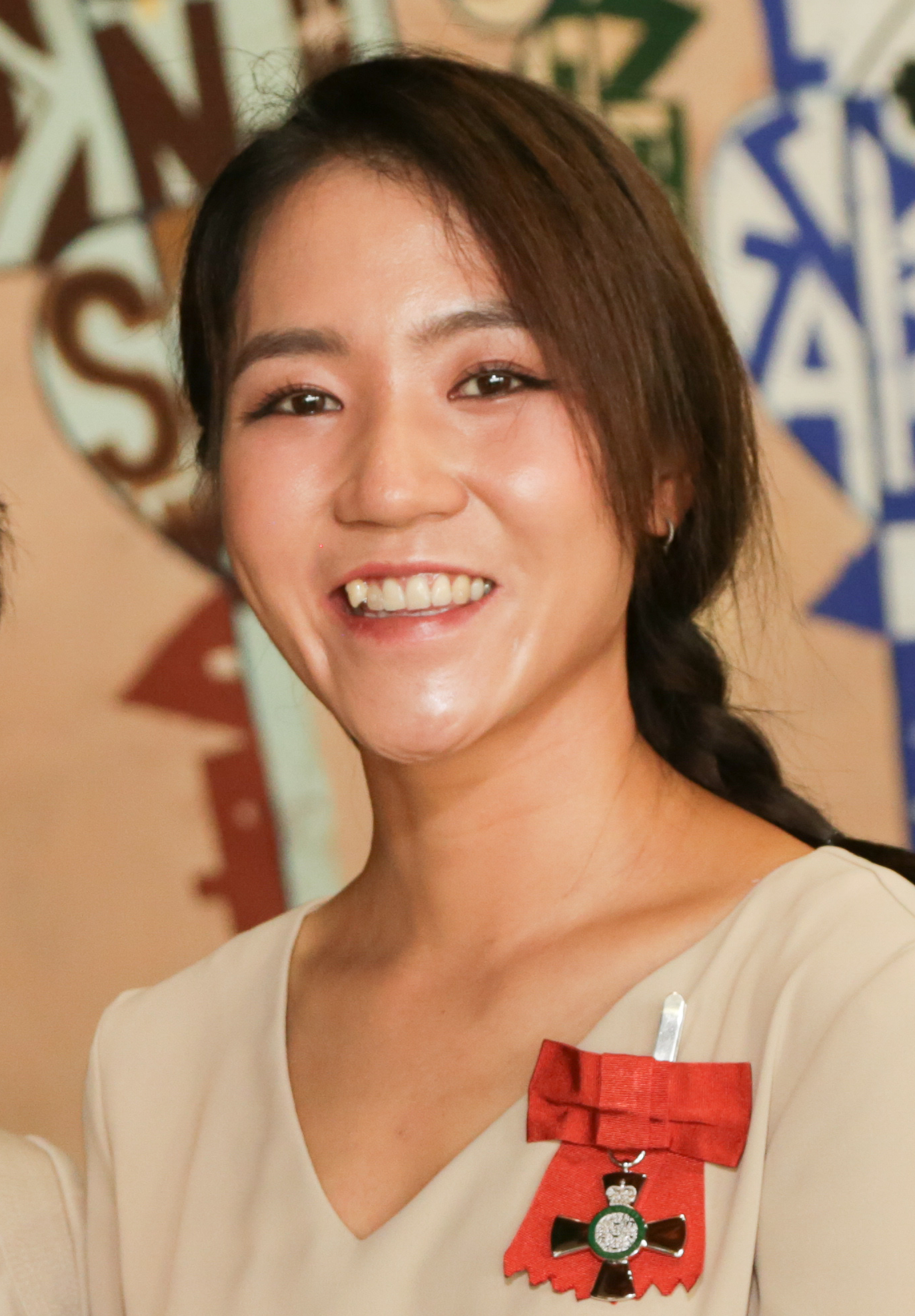
Lydia Ko
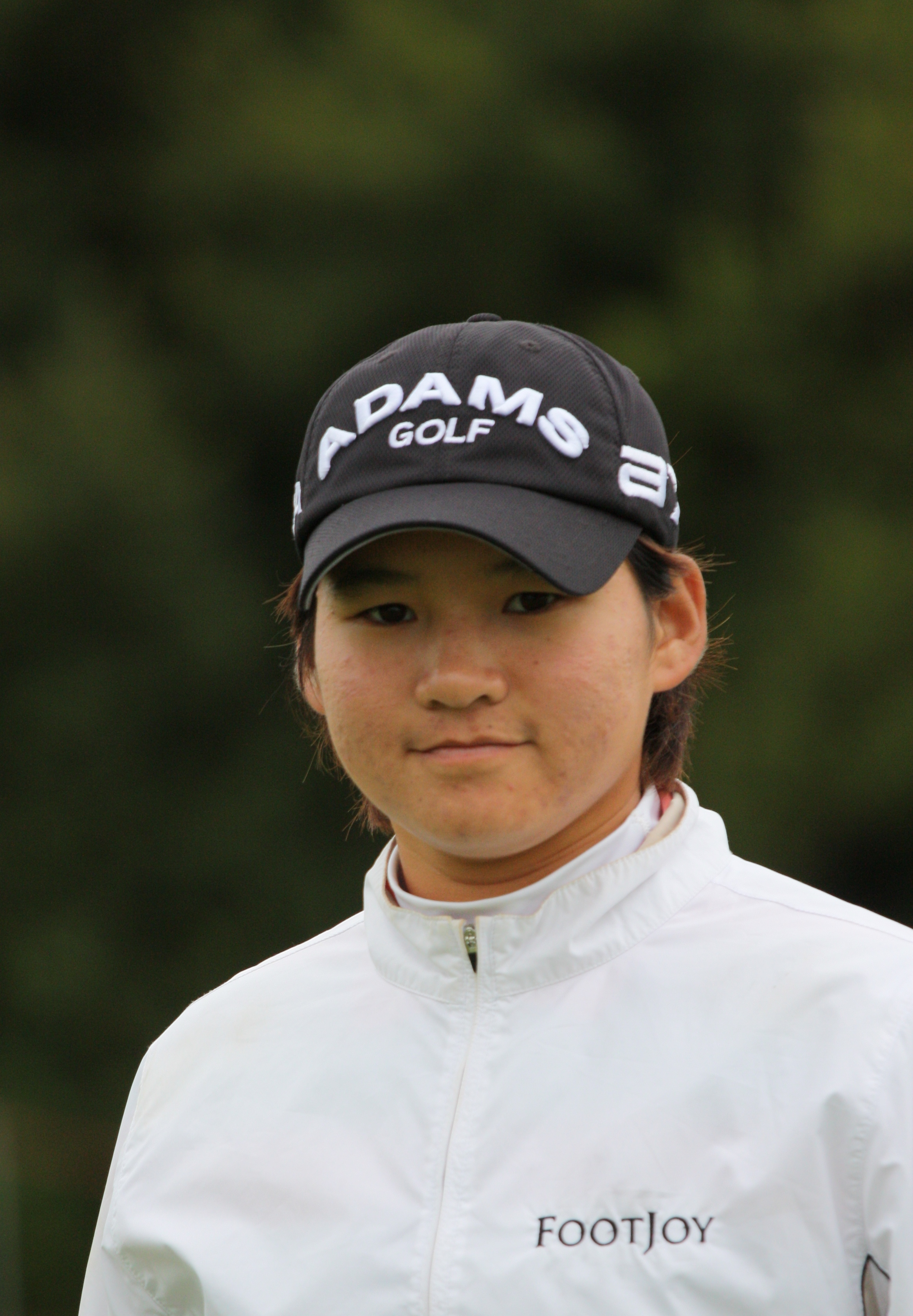
Yani Tseng
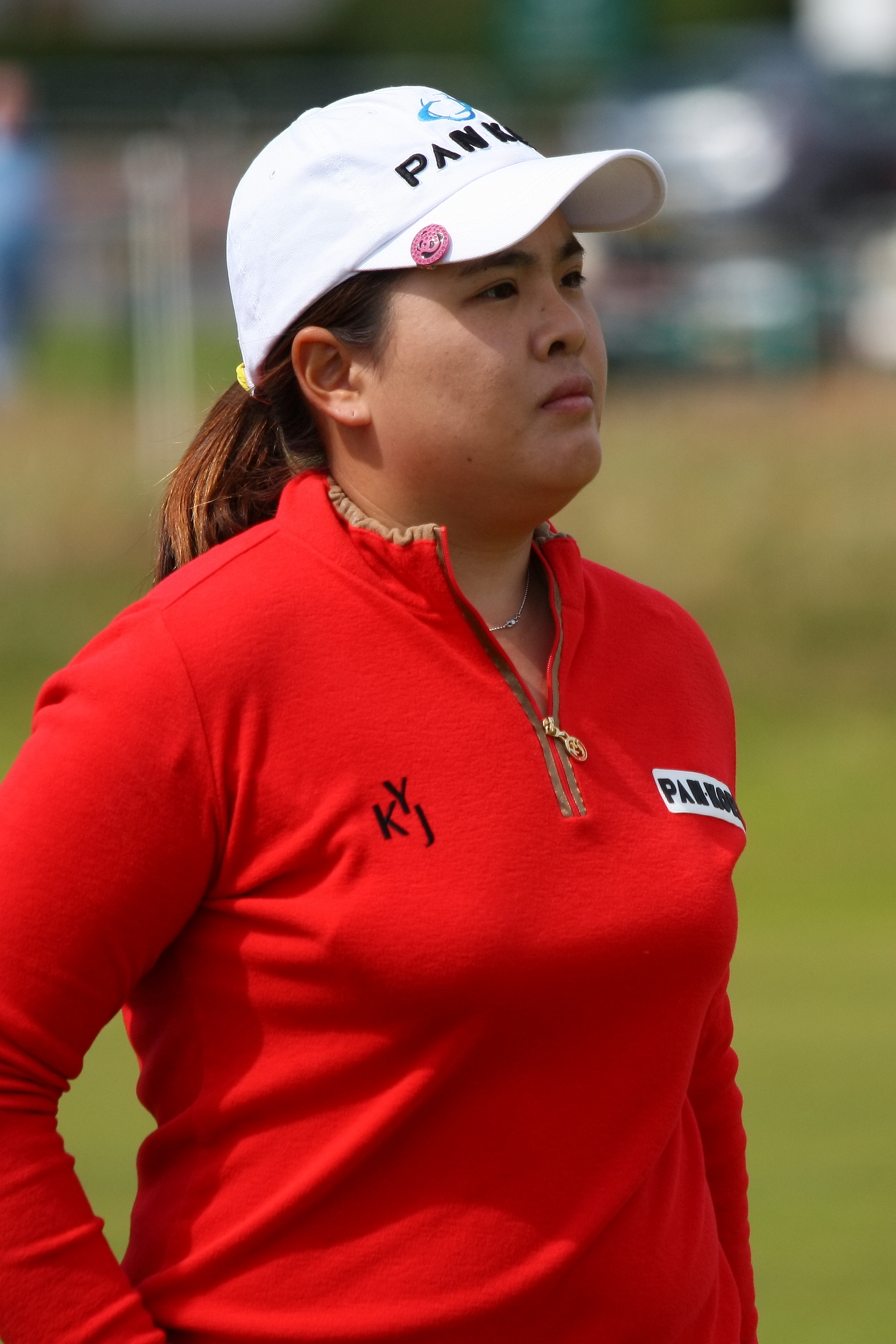
Inbee Park
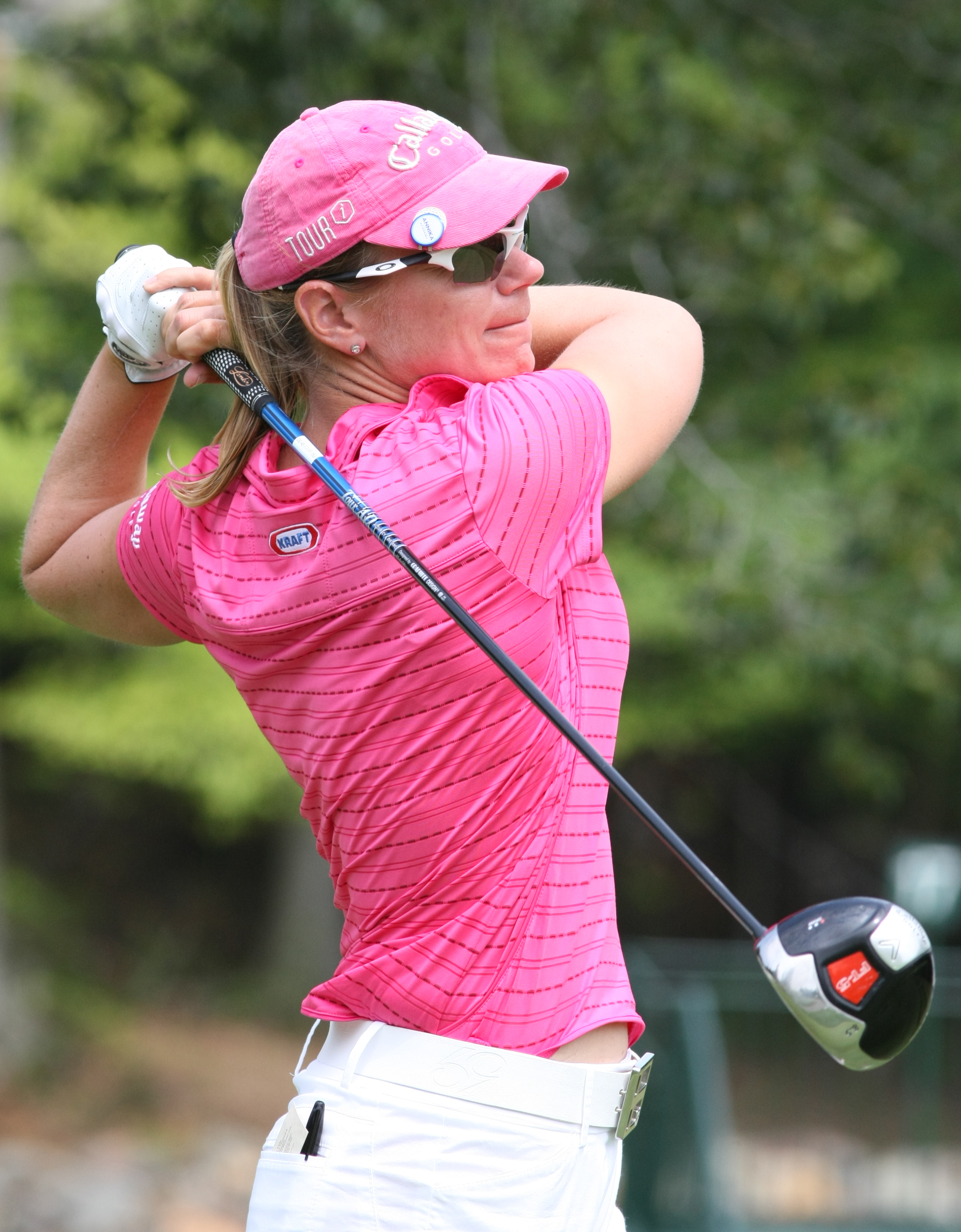
Annika Sörenstam
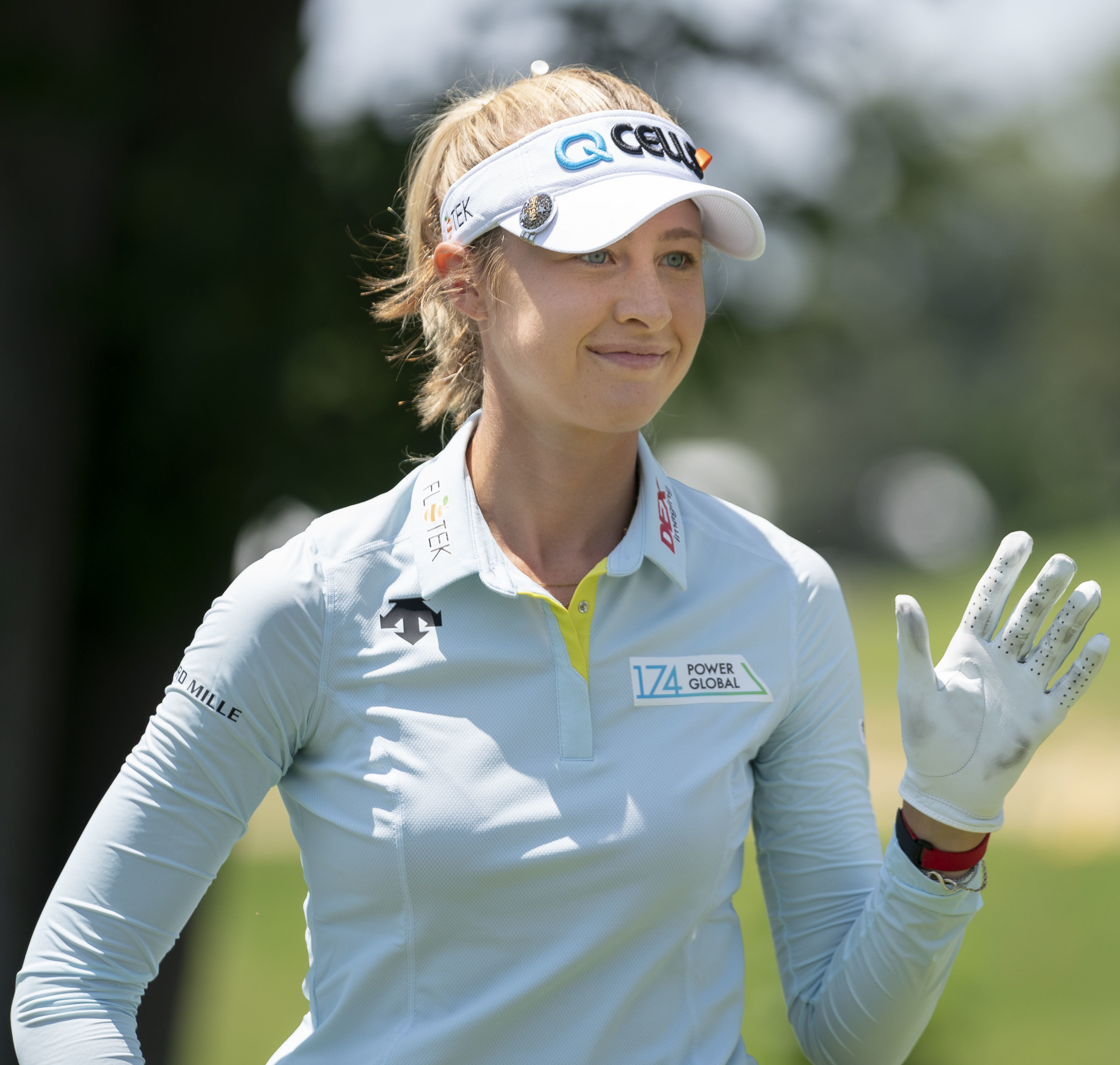
Nelly Korda
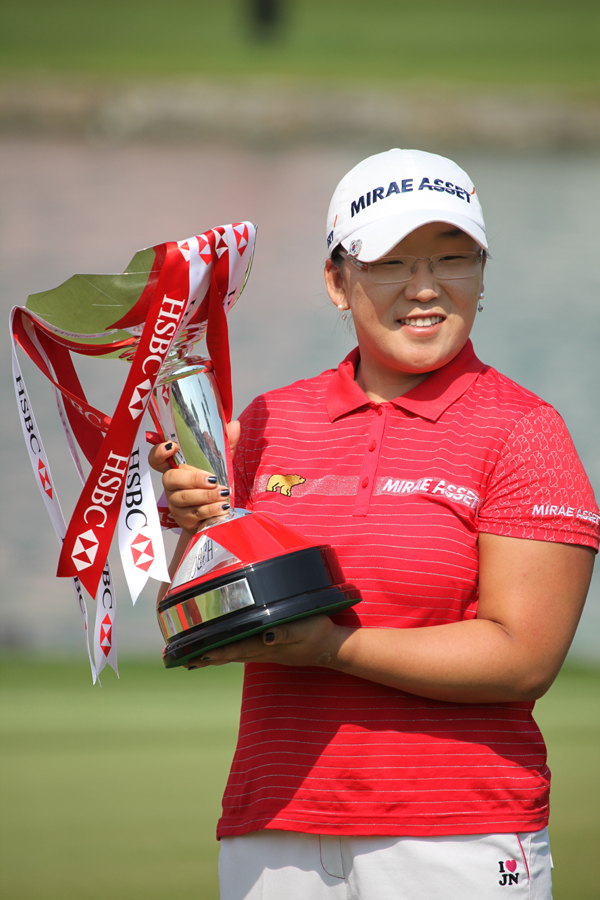
Jiyai Shin
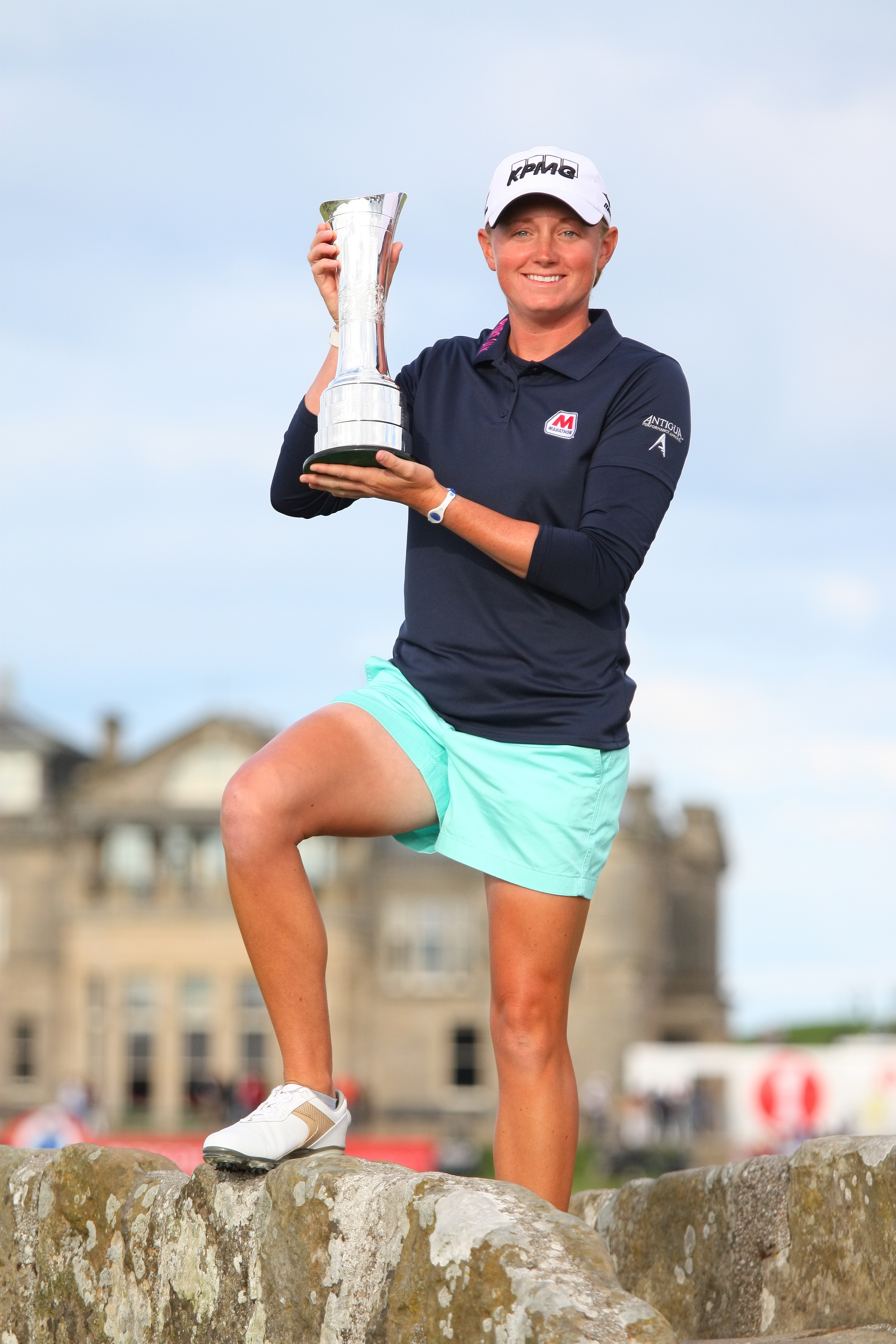
Stacy Lewis
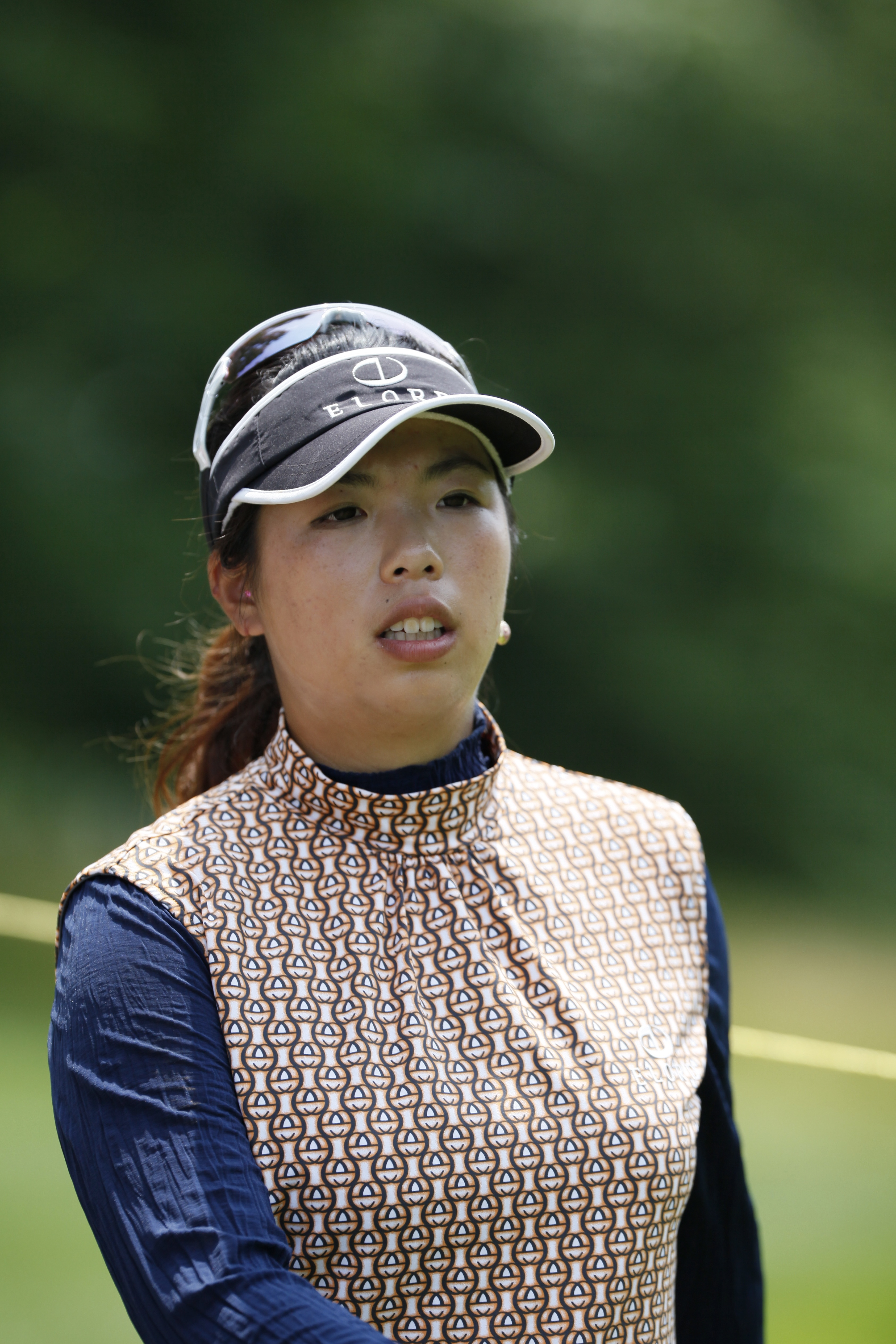
Shanshan Feng
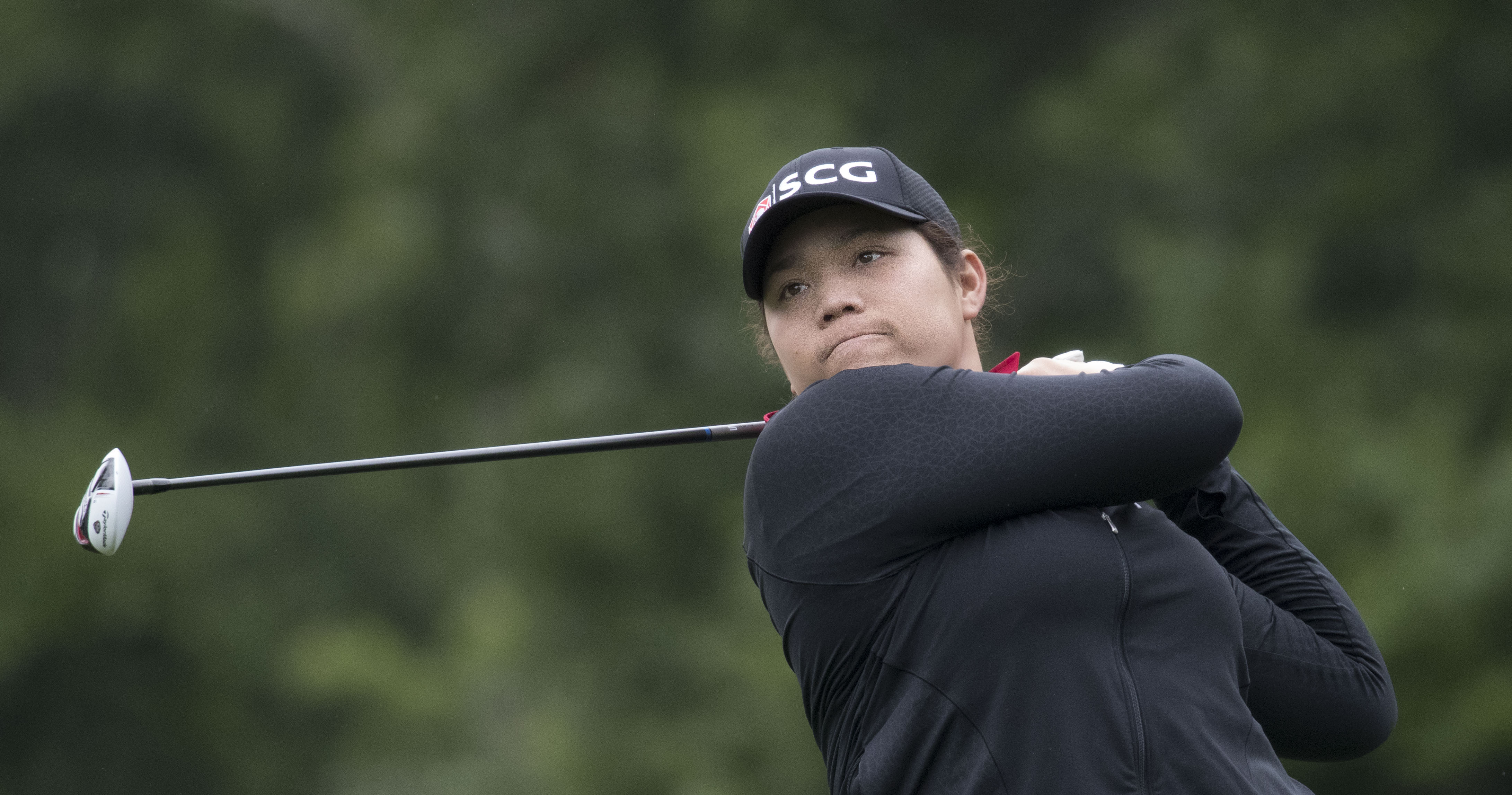
Ariya Jutanugarn
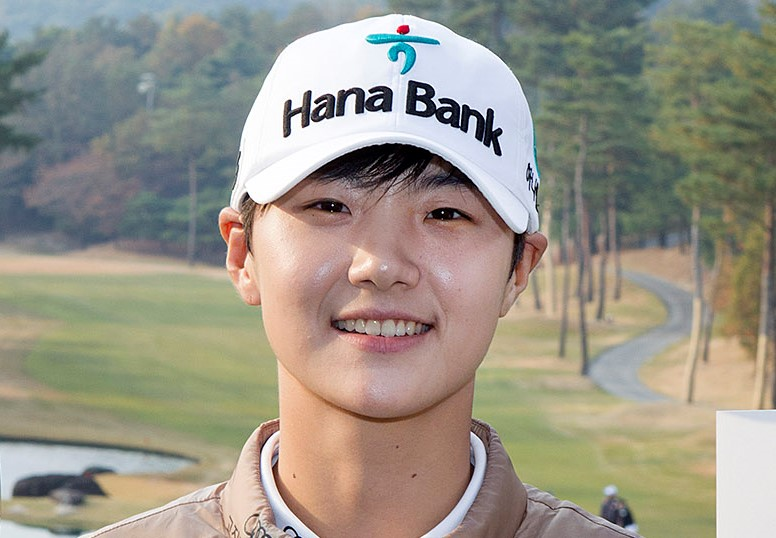
Park Sung-hyun
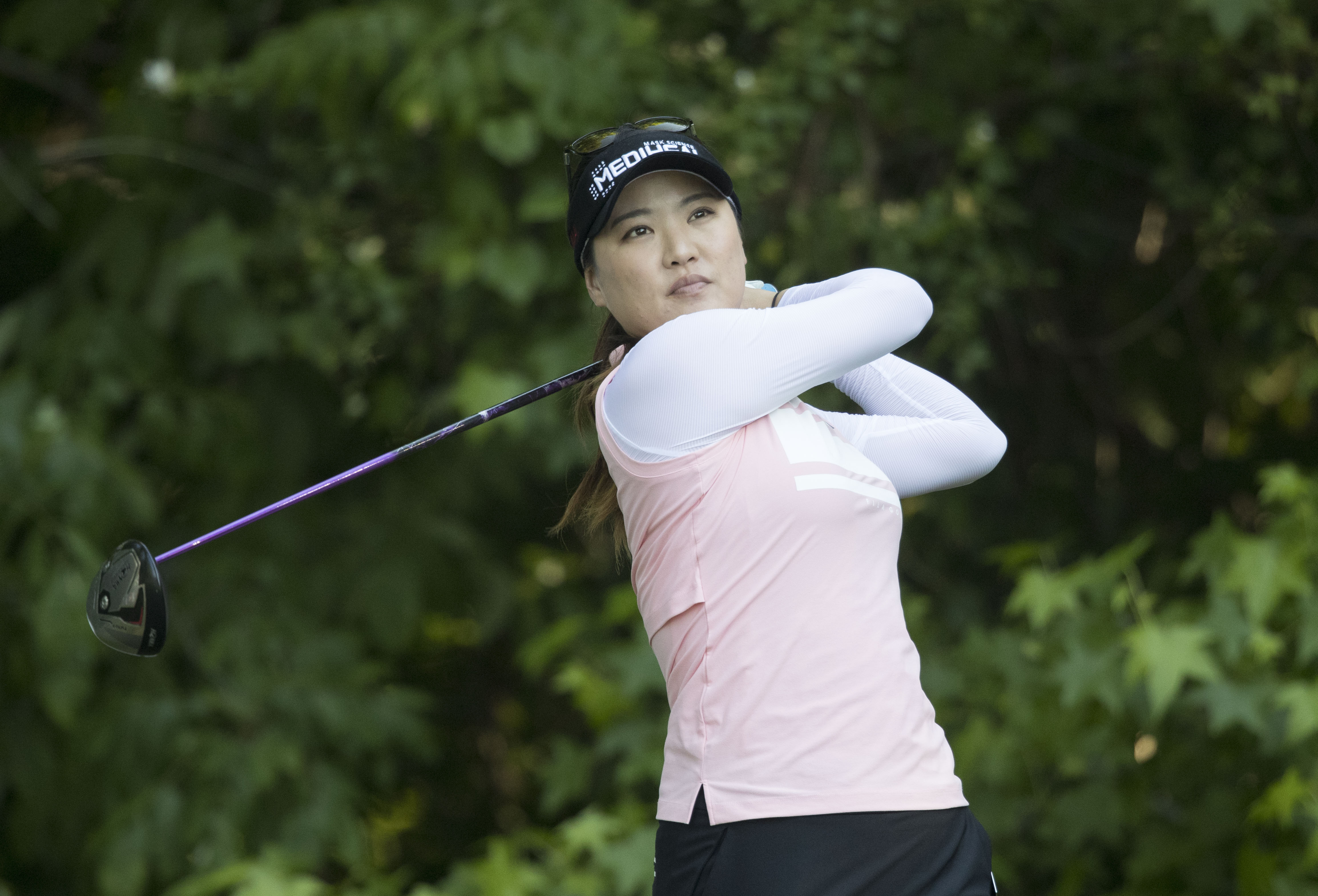
Ryu So-yeon
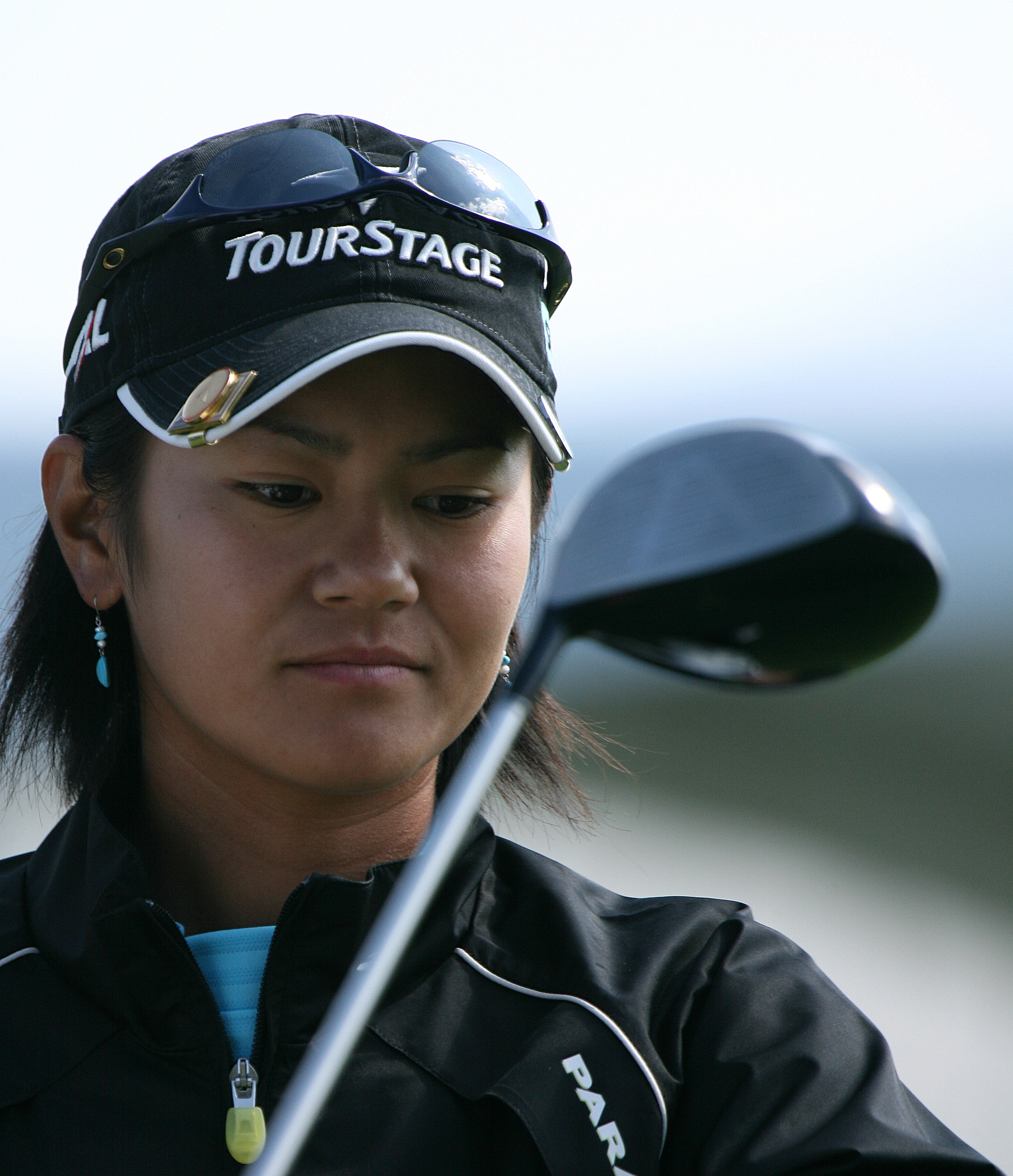
Ai Miyazato
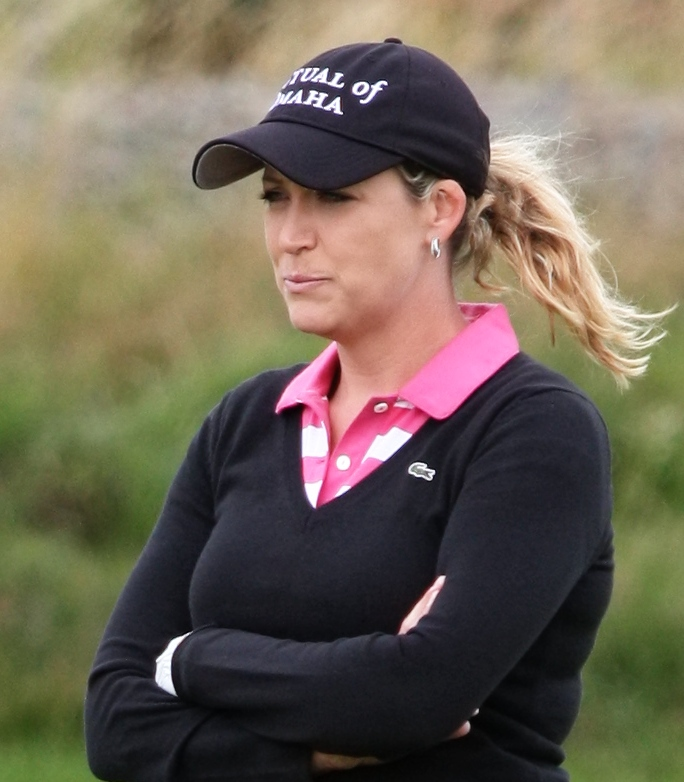
Cristie Kerr
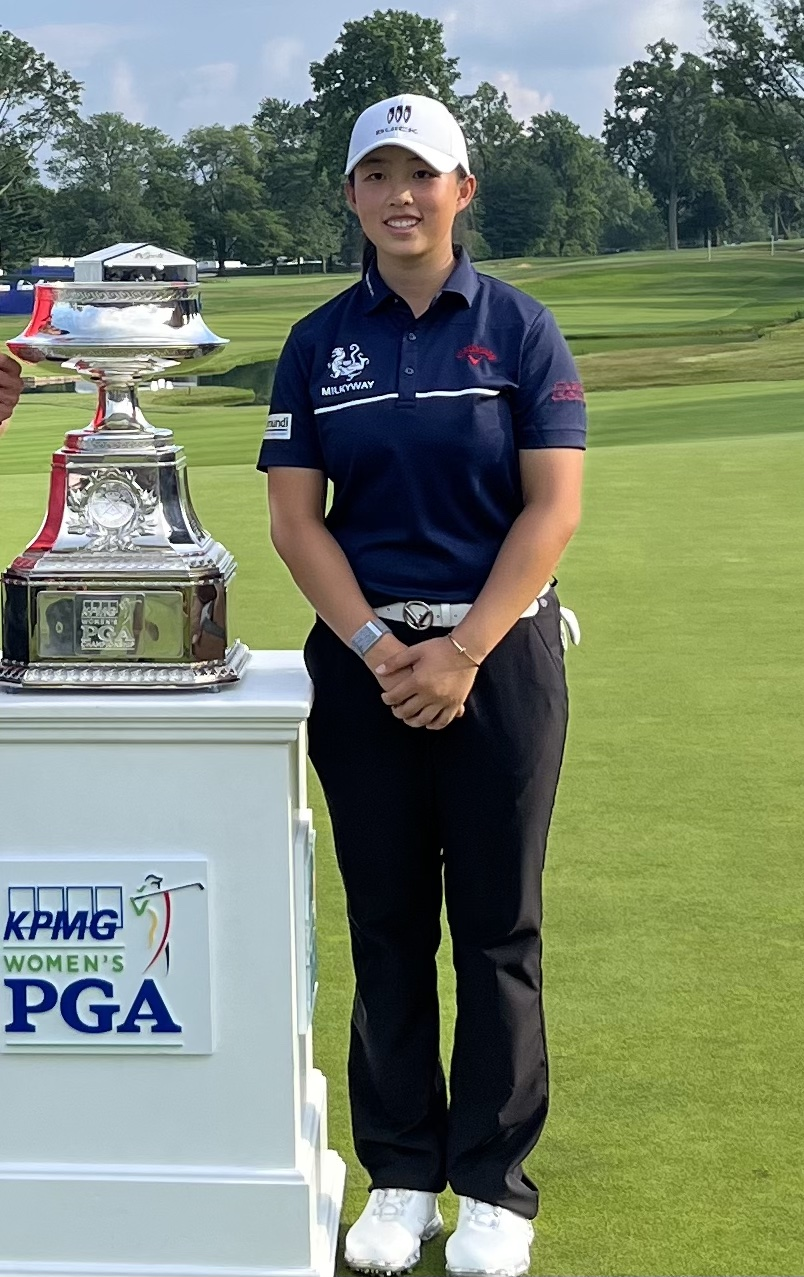
Yin Ruoning
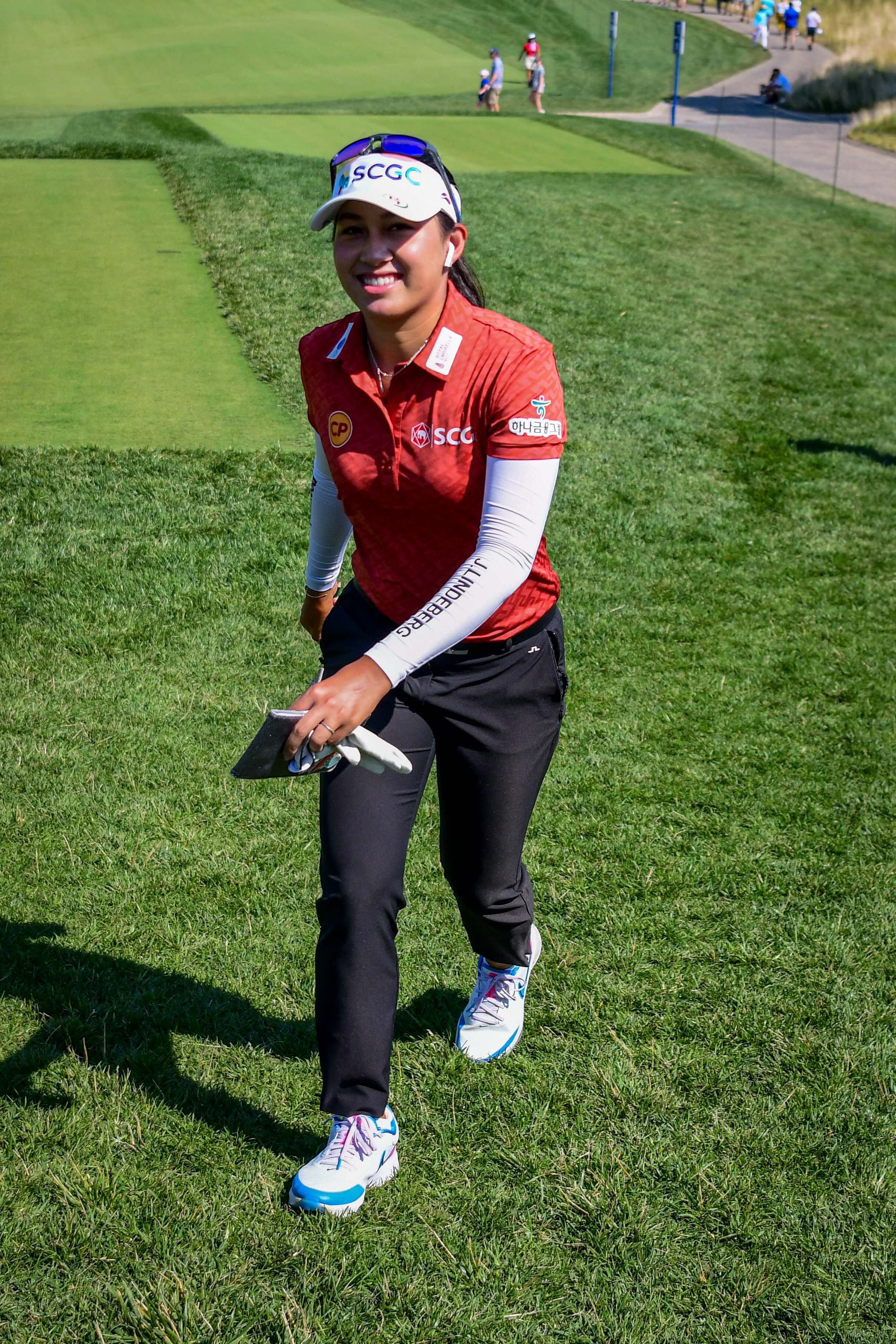
Atthaya Thitikul